# Werner Schwab (Mediziner)
Werner Schwab (* 23. Juli 1922 in Hanau; † 20. Dezember 2004) war ein deutscher Mediziner auf dem Gebiet der Hals-Nasen-Ohrenheilkunde.

## Werdegang
Schwab war zwischen 1945 und 1968 Assistent, Oberarzt und Leitender Oberarzt an der Hals-Nasen-Ohren-Universitätsklinik Heidelberg. 1967 folgte er einem Ruf auf den Lehrstuhl für Hals-Nasen-Ohren-Heilkunde an der Freien Universität Berlin. 1979 ging er als Ordinarius und Direktor der Hals-Nasen-Ohren-Klinik am Klinikum rechts der Isar an die Technische Universität München. Im Dezember 1991 wurde er emeritiert.
Schwerpunkt seiner wissenschaftlichen Arbeit war die Krebstherapie durch Einführung der modernen Chemotherapie und CT-abhängiger Bestrahlungskonzepte. Zusammen mit J. Becker führte er als erster in Deutschland die Megavolt-Bestrahlung und neue interstitielle Bestrahlungstechniken in die HNO-Krebstherapie ein; ebenso die Röntgenkinematographie.
In München baute er 1979 die Arbeitsgruppe Experimentelle Audiologie auf, die im Bereich der objektiven Hördiagnostik internationalen Ruf genießt.

## Ehrungen
- Ernst-von-Bergmann-Plakette
- Bundesverdienstkreuz am Bande (28. September 1988)[2]
- Goldene Ehrennadel der Technischen Universität München (1990)
- Verdienstmedaille in Gold der Deutschen Gesellschaft für Hals-Nasen-Ohren-Heilkunde (1991)

## Veröffentlichungen (Auswahl)
- mit Werner Ey: Die Operationen an Nase, Mund und Hals. 1964.